# The Sorrowful Example
The Sorrowful Example é um filme mudo norte-americano de 1911 em curta-metragem, do gênero drama, dirigido por D. W. Griffith.

## Elenco
- Wilfred Lucas
- Claire McDowell
- Florence La Badie
- Alfred Paget
- Baden Powell